# Cult Energy Vital Water/Saison 2014
Dieser Artikel listet Erfolge und Fahrer des Radsportteams Cult Energy Vital Water in der Saison 2014 auf.

## Erfolge in der UCI Europe Tour
Bei den Rennen der UCI Europe Tour im Jahr 2014 gelangen dem Team nachstehende Erfolge.
| Datum        | Rennen                                           | Kat. | Fahrer              |
| ------------ | ------------------------------------------------ | ---- | ------------------- |
| 9. März      | Dorpenomloop Rucphen                             | 1.2  | Michael Svendgaard  |
| 14. März     | 1. Etappe Istrian Spring Trophy                  | 2.2  | Magnus Cort Nielsen |
| 15. März     | 2. Etappe Istrian Spring Trophy                  | 2.2  | Magnus Cort Nielsen |
| 13.–16. März | Gesamtwertung Istrian Spring Trophy              | 2.2  | Magnus Cort Nielsen |
| 12. April    | 2. Etappe Circuit des Ardennes                   | 2.2  | Troels Vinther      |
| 17. April    | 2. Etappe Tour du Loir-et-Cher                   | 2.2  | Troels Vinther      |
| 1. Mai       | Rund um den Finanzplatz Eschborn-Frankfurt (U23) | 1.2U | Mads Pedersen       |
| 3. Mai       | Himmerland Rundt                                 | 1.2  | Magnus Cort Nielsen |
| 4. Mai       | Destination Thy                                  | 1.2  | Magnus Cort Nielsen |
| 11. Mai      | Ringerike Grand Prix                             | 1.2  | Magnus Cort Nielsen |
| 30. Mai      | 3. Etappe Tour des Fjords                        | 2.1  | Magnus Cort Nielsen |
| 14. Juni     | 3. Etappe Ronde de l’Oise                        | 2.2  | Magnus Cort Nielsen |
| 15. Juni     | 4. Etappe Ronde de l’Oise                        | 2.2  | Magnus Cort Nielsen |
| 12.–15. Juni | Gesamtwertung Ronde de l’Oise                    | 2.2  | Magnus Cort Nielsen |
| 18. Juli     | 2. Etappe Czech Cycling Tour                     | 2.2  | Martin Mortensen    |
| 17.–20. Juli | Gesamtwertung Czech Cycling Tour                 | 2.2  | Martin Mortensen    |
| 6. August    | 1. Etappe Post Danmark Rundt                     | 2.HC | Magnus Cort Nielsen |

## Zugänge – Abgänge
| Zugänge            | Team 2013                  | Abgänge                | Team 2014                   |
| ------------------ | -------------------------- | ---------------------- | --------------------------- |
| Mads Christensen   | Team Saxo-Tinkoff          | Michael Valgren        | Tinkoff-Saxo                |
| Martin Mortensen   | Concordia Forsikring-Riwal | Jesper Hansen          | Tinkoff-Saxo                |
| Lasse Bøchman      | J.Jensen-Ramirent          | Alexander Kamp         | Christina Watches-Kuma      |
| Emil Vinjebo       | Blue Water Cycling         | Kasper Linde Jørgensen | Riwal Platform Cycling Team |
| Mads Pedersen      | Neoprofi                   | Patrick Clausen        | Team TreFor-Blue Water      |
| Michael Svendgaard | Neoprofi                   | Niki Østergaard        | Karriereende                |

## Mannschaft
| Name                | Geburtstag        | Nationalität |
| ------------------- | ----------------- | ------------ |
| Lasse Bøchman       | 13. Juni 1983     | Dänemark     |
| Mads Christensen    | 6. April 1984     | Dänemark     |
| Christian Jørgensen | 13. November 1987 | Dänemark     |
| Martin Mortensen    | 5. November 1984  | Dänemark     |
| Magnus Cort Nielsen | 16. Januar 1993   | Dänemark     |
| Mads Pedersen       | 18. Dezember 1995 | Dänemark     |
| Michael Reihs       | 25. April 1979    | Dänemark     |
| Mads Würtz Schmidt  | 31. März 1994     | Dänemark     |
| André Steensen      | 12. Oktober 1987  | Dänemark     |
| Rasmus Sterobo      | 11. August 1991   | Dänemark     |
| Michael Svendgaard  | 7. Februar 1995   | Dänemark     |
| Emil Vinjebo        | 24. März 1994     | Dänemark     |
| Troels Vinther      | 24. Februar 1987  | Dänemark     |